# Bissectrice

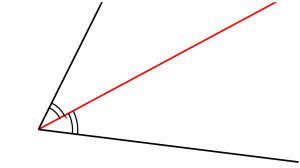
La demi-droite en rouge coupe l'angle en deux parties égales : il s'agit de la bissectrice de cet angle.

En mathématiques, de façon informelle, une bissectrice est une demi-droite qui coupe un angle en deux angles égaux. Cette notion peut être généralisée en nommant ainsi la droite qui se superpose à la demi-droite.

## Définition
La bissectrice d'un angle le partage en deux secteurs angulaires superposables. C'est une demi-droite issue du sommet du secteur angulaire.

L'axe de symétrie d'un secteur angulaire porte sa bissectrice.
 Remarque : Il peut être commode de décider d'appeler bissectrice tout l'axe et pas seulement la demi-droite contenue dans le secteur angulaire.

## Théorème de la bissectrice
Théorème de la bissectrice — Tout point de la bissectrice d'un angle est à égale distance des côtés de cet angle.

Réciproquement, un point équidistant des côtés de l'angle est sur la bissectrice de cet angle. on peut donc énoncer:
Théorème de la bissectrice (bis) — La bissectrice d'un angle est l'ensemble des points à égale distance des côtés de cet angle.
Corollaire : La bissectrice [Oz) d'un angle xOy est le lieu des centres des cercles tangents aux côtés [Ox) et [Oy) de cet angle.
Applications :
- Ce résultat permet de justifier la construction au compas de la bissectrice.
- Il prouve l'existence du point d'intersection des bissectrices d'un triangle, qui se rencontrent au centre du cercle inscrit.

## Construction géométrique

Animation montrant les étapes de la construction.

Comme conséquence du théorème de la bissectrice, voici une méthode de construction à la règle et au compas de la bissectrice d'un angle (technique du ballon de football)[réf. nécessaire]
1. Pointer le compas au sommet de l'angle et tracer un premier arc de cercle. Marquer les points d'intersection de cet arc avec les deux côtés de l'angle.
2. Pointer successivement le compas aux points d'intersection tracer deux arcs de cercle de même rayon (en gardant le même écartement du compas entre les deux opérations). Marquer le point d'intersection de ces deux arcs.
3. Relier le sommet de l'angle et le point d'intersection des deux derniers cercles et vous avez tracé la bissectrice de l'angle.

## Bissectrices de deux droites sécantes

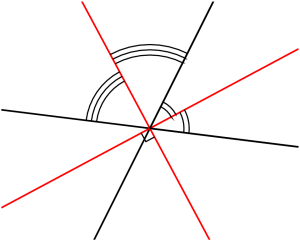
Les deux bissectrices (en rouge) du couple de droites (en noir) sont perpendiculaires et se croisent au sommet angulaire.

Les bissectrices d'un couple de droites sécantes sont par définition les bissectrices des quatre secteurs angulaires définis par les deux droites. Il y a donc stricto sensu quatre bissectrices pour deux droites, si on s'en tient à la première définition de bissectrice. Au cours de la preuve du théorème suivant on montre que ces quatre bissectrices sont portées par deux droites qu'on appellera bissectrices des droites sécantes.

Si dans un repère orthonormé, les équations des droites sécantes sont respectivement
{\displaystyle ax+by+c=0,\ a'x+b'y+c'=0}
alors, les équations de leurs bissectrices sont :  
{\displaystyle {\frac {ax+by+c}{\sqrt {a^{2}+b^{2}}}}=\pm {\frac {a'x+b'y+c'}{\sqrt {a'^{2}+b'^{2}}}}}
Théorème — Les bissectrices d'un couple de droites sécantes sont perpendiculaires.

Si u et v sont deux vecteurs unitaires dirigeant respectivement les droites D et D', alors u + v et u – v dirigent les axes de symétrie de la réunion {\displaystyle D\cup D'}.
On obtient ainsi la notion de bissectrice de deux droites affines sécantes sans passer par le point de vue naïf des angles géométriques. Le produit scalaire (u + v) • (u – v) est nul comme u et v sont unitaires : les deux bissectrices sont orthogonales.
Bissectrices de deux droites et faisceaux harmoniques — 
- Si D et D' sont deux droites sécantes et Δ, Δ' sont leurs bissectrices alors D, D', Δ et {\displaystyle \Delta '\,} forment un faisceau harmonique.
- Si D, D', Δ et Δ' forment un faisceau harmonique et si Δ et Δ' sont perpendiculaires alors Δ et Δ' sont les bissectrices de D et D'

## Bissectrices d'un triangle

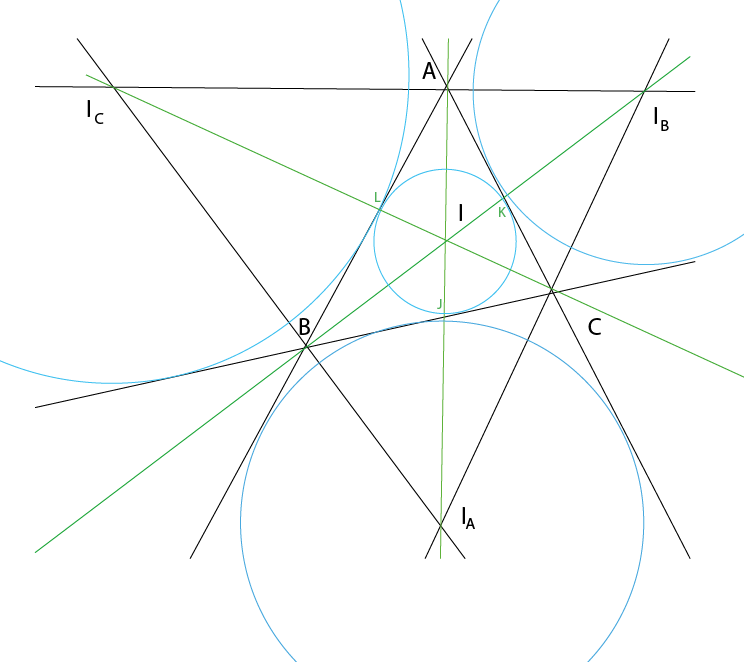

Théorème — Dans un triangle :
- Les bissectrices intérieures sont concourantes, et leur point d'intersection I est le centre du cercle inscrit dans le triangle. Ce cercle est tangent aux trois côtés du triangle ;
- Deux bissectrices extérieures concourent avec la bissectrice intérieure restante. On obtient ainsi les centres des trois cercles exinscrits au triangle ;
- Le cercle passant par les pieds des bissectrices intérieures passe aussi par le point de Feuerbach.

Le segment de bissectrice intérieur au triangle, issu d'un sommet (A par exemple) a pour longueur {\displaystyle AJ={\frac {2bc\cos({\widehat {A}}/2)}{b+c}}}.
Comme {\displaystyle {\frac {AI}{IJ}}={\frac {b+c}{a}}}, {\displaystyle AI={\frac {2bc\cos({\widehat {A}}/2)}{a+b+c}}} .
L'angle formé par deux bissectrices intérieures {\displaystyle {\widehat {BIC}}} (par exemple) est égal à {\displaystyle {\frac {\pi +{\widehat {A}}}{2}}}.
L'angle formé par deux bissectrices extérieures {\displaystyle {\widehat {BI_{A}C}}} (par exemple) est égal à {\displaystyle {\frac {\pi -{\widehat {A}}}{2}}}.
Particularité : dans un triangle ABC, la bissectrice intérieure issue d'un sommet (C) recoupe la médiatrice du segment opposé ([AB]) en un point S sur le cercle circonscrit.
Le cercle de centre S passant par A (et B) passe aussi par le centre du cercle inscrit à ABC.

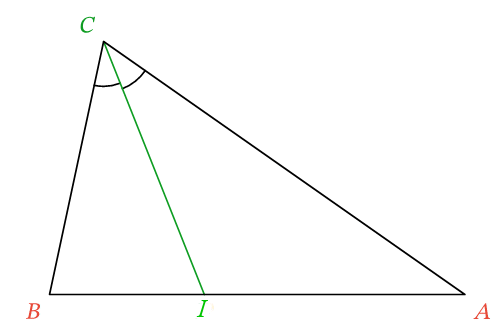

Démonstration — 
Pour le premier point du théorème, le point d'intersection de deux bissectrices intérieures est à égale distance des trois côtés du triangle. Il est donc aussi sur la troisième bissectrice intérieure. Un cercle centré au point de concours et tangent à un côté sera tangent aux deux autres (appliquer le corollaire du théorème de la bissectrice (bis)).
Théorème de la bissectrice intérieure du triangle — Dans un triangle ABC avec I sur [AB], la droite (CI) est la bissectrice intérieure issue de C si et seulement si {\displaystyle {\frac {CA}{CB}}={\frac {IA}{IB}}}.
Une preuve par le théorème de Thalès est donnée dans la page sur les divisions harmoniques. Le calcul de deux manières des aires des triangles CAI et CBI donne une autre démonstration élémentaire.
On peut alors calculer les longueurs des segments que la bissectrice intérieure issue de C découpe sur le côté opposé : {\displaystyle {\frac {IA}{CA}}={\frac {IB}{CB}}={\frac {IA+IB}{CA+CB}}={\frac {AB}{CA+CB}}}.
On obtient :  {\displaystyle IA={\frac {AB\cdot CA}{CA+CB}}={\frac {bc}{a+b}}}  et   {\displaystyle IB={\frac {AB\cdot CB}{CA+CB}}={\frac {ac}{a+b}}}.
Le théorème de Stewart permet alors d'obtenir la longueur du segment de bissectrice : {\displaystyle CI^{2}={\frac {4ab(p-c)p}{(a+b)^{2}}}} où p est le demi-périmètre.
Applications
- On utilise extensivement la caractérisation précédente de la bissectrice dans l'étude du problème d'Apollonius : lieu des M tels que MA/MB = k.
- Avec cette caractérisation de la bissectrice, on retrouve aisément la bissectrice d'un angle MFN, où M et N sont deux points sur une ellipse (plus généralement, conique propre) de foyer F et de directrice D et la construction de la tangente en un point d'une conique[6].